# Hadena pseudohyrcana
Hadena pseudohyrcana är en fjärilsart som beskrevs av De Freina och Hermann Hacker 1985. Hadena pseudohyrcana ingår i släktet Hadena och familjen nattflyn. Inga underarter finns listade i Catalogue of Life.